# UFC on ESPN: Woodley vs. Burns
UFC on ESPN: Woodley vs. Burns (conosciuto anche come UFC on ESPN 9 o UFC Vegas) è stato un evento di arti marziali miste tenuto dalla Ultimate Fighting Championship il 30 maggio 2020 all'UFC APEX di Las Vegas negli Stati Uniti.

## Risultati
|                  | Divisione                |                   |                 |                     | Metodo                                      | Round           | Tempo           | Premio          |
| Card Principale  | Card Principale          | Card Principale   | Card Principale | Card Principale     | Card Principale                             | Card Principale | Card Principale | Card Principale |
| ---------------- | ------------------------ | ----------------- | --------------- | ------------------- | ------------------------------------------- | --------------- | --------------- | --------------- |
|                  | Pesi welter              | Gilbert Burns     | batte           | Tyron Woodley       | Decisione unanime (50–45, 50–44, 50–44)     | 5               | 5:00            | POTN            |
|                  | Pesi massimi             | Augusto Sakai     | batte           | Blagoy Ivanov       | Decisione non unanime (27–30, 29–28, 29–28) | 3               | 5:00            |                 |
|                  | Catchweight (150 lbs.)   | Billy Quarantillo | batte           | Spike Carlyle       | Decisione unanime (29–28, 29–28, 29–28)     | 3               | 5:00            |                 |
|                  | Catchweight (157.5 lbs.) | Roosevelt Roberts | batte           | Brok Weaver         | Sottomissione (rear-naked choke)            | 2               | 3:26            |                 |
|                  | Pesi paglia femminili    | Mackenzie Dern    | batte           | Hannah Cifers       | Sottomissione (kneebar)                     | 1               | 2:36            | POTN            |
| Card Preliminare |                          |                   |                 |                     |                                             |                 |                 |                 |
|                  | Pesi mosca femminili     | Katlyn Chookagian | batte           | Antonina Shevchenko | Decisione unanime (30–25, 30–25, 30–25)     | 3               | 5:00            |                 |
|                  | Pesi welter              | Daniel Rodriguez  | batte           | Gabriel Green       | Decisione unanime (30–27, 30–27, 30–27)     | 3               | 5:00            |                 |
|                  | Pesi mediomassimi        | Jamahal Hill      | batte           | Klidson Abreu       | KO tecnico (ginocchiata al corpo e pugni)   | 1               | 1:51            |                 |
|                  | Pesi mosca               | Brandon Royval    | batte           | Tim Elliott         | Sottomissione (arm-triangle choke)          | 2               | 3:18            | FOTN            |
|                  | Pesi mosca               | Casey Kenney      | batte           | Louis Smolka        | Sottomissione (guillotine choke)            | 1               | 3:03            |                 |
|                  | Pesi piuma               | Chris Gutiérrez   | batte           | Vince Morales       | KO tecnico (calci alle gambe)               | 2               | 4:27            |                 |

## Premi
I lottatori premiati ricevettero un bonus di 50.000 dollari.
Legenda:
- FOTN: Fight of the Night (vengono premiati entrambi gli atleti per il miglior incontro dell'evento)
- POTN: Performance of the Night (viene premiato il vincitore per la migliore performance dell'evento)